# Emilio Cigoli
Emilio Cigoli (Livorno, 18 de noviembre de 1909-Roma, 7 de noviembre de 1980) fue un actor de cine, televisión y actor de voz italiano.

## Biografía
Apareció en más de una treintena películas y otras tantas series de televisión entre las décadas de 1930 y 1970, en su mayor parte en papeles de reparto. Entre los años 1943 y 1945 trabajó en diversas coproducciones italo-españolas.
Cigoli destacó sobremanera como actor de doblaje, con más de 7000 títulos en su haber. Suya fue la voz italiana de la mayoría de estrellas de Hollywood entre 1940 y 1960, entre los que pueden citarse a Gregory Peck, John Wayne, Gary Cooper, Clark Gable, Henry Fonda, William Holden, Charlton Heston, Burt Lancaster, Steve Reeves, Humphrey Bogart, Lee Van Cleef, Jean Gabin, Randolph Scott, Joel McCrea, Howard Keel, Stewart Granger, George Sanders, Joseph Cotten, Charles Boyer, Orson Welles, Richard Burton, Robert Ryan, Sterling Hayden, Jeff Chandler o Vincent Price. También dobló a actores italianos, entre los que cabe citar a Andrea Checchi, Gabriele Ferzetti, Raf Vallone o Vittorio Gassman.
Se casó con Valentina Cortino, con quien tuvo dos hijos, Carlo y Ludovico. En segundas nupcias contrajo matrimonio con Giovanna Garatti.
Falleció en Roma el 7 de noviembre de 1980, once días antes de su septuagésimo primer cumpleaños. Sus restos descansan en el Cementerio del Verano de la capital italiana.

## Filmografía
- Amo te sola (1935)
- Partire (1938)
- La sposa dei Re (1939)
- Dora Nelson (1939)
- L'eredità in corsa (1939)
- L'imprevisto (1940)
- Centomila dollari (1940)
- Oltre l'amore (1940)
- Il bravo di Venezia (1941)
- Una storia d'amore (1942)
- Noi vivi (1942)
- Addio Kira! (1942)
- Giarabub (1942)
- La Gorgona (1942)
- I bambini ci guardano (1943)
- Dora, la espía (1943)
- Il matrimonio segreto (1943)
- La carica degli eroi (1943)
- Fuga nella tempesta (1946)
- Sciuscià (1946)
- Amanti in fuga (1946)
- Fumeria d'oppio (1947)
- L'altra (1947)
- Domenica d'agosto (1950)
- Sangue sul sagrato (1951)
- Art. 519 codice penale (1952)
- Giuseppe Verdi (1953)
- Siluri umani (1954)
- Pietà per chi cade (1954)
- Guai ai vinti (1954)
- Questa è la vita (1954)
- L'angelo bianco (1955)
- Giuramento d'amore (1956)
- I giorni più belli (1956)
- Il momento più bello (1958)
- Lettere di una novizia (1960)
- Il solco di pesca (1976)